# Clásicos (álbum de Porretas)
Clásicos es el séptimo disco del grupo de rock español Porretas, que fue lanzado a la venta en el año 2000. En este álbum, la banda versiona a grupos como Leño, Obús o Tequila, por los cuales estuvieron influenciados.

## Lista de canciones
1. Pongamos que hablo de Madrid (Sabina)
2. Necesito un trago (Tequila)
3. Si señor (Leño)
4. Esto es un atraco (Burning)
5. Pobre tahur (La Frontera)
6. Preparado para el R'N'R (Alarma!!!)
7. Juego sucio (Obus)
8. Peligrosa María (Los Suaves)
9. Putney bridge (Ramoncín)
10. Sábado a la noche (Moris)
11. Txus (La Polla Records)
12. Diga que le debo (Siniestro Total)
13. Saca el güisqui cheli (Desmadre 75)

## Formación
- Rober: voz y guitarra.
- El Bode: guitarra.
- Pajarillo: bajo y voz.
- Luis: batería.